# Зязиков, Идрис Бейсултанович
Идри́с Бейсулта́нович Зя́зиков (ингуш. Заьзганаькъан Бийсолта Идрис; 31 января 1896, Барсуки, Терская область — 5 июля 1938, Грозный) — большевистский деятель Северного Кавказа, один из отцов-основателей ингушской государственности, активный участник создания Ингушской автономной области и её первый руководитель.

## Биография
Идрис Зязиков родился 31 января 1896 года в селе Барсуки Назрановского округа Терской области. Зязиков происходит из старинного ингушского рода Барханоевых, отец Идриса был одним из первых народных учителей, преподававшим в первой в Ингушетии Назрановской горской школе. Начальное образование получил в Назрановской горской школе, затем окончил Первое реальное училище города Владикавказа.
В 1914 году Зязиков поступает в Московский сельскохозяйственный институт, но, не успев его закончить, в связи с революцией, в 1917 году возвращается на родину, где активно включается в общественно-политическую жизнь Северного Кавказа.
С 1918 по 1924 год Зязиков являлся членом Терского облревкома и Терского облисполкома, председателем Назрановского окрисполкома, первым народным комиссаром внутренних дел Горской республики, председателем ЦИК Горской республики, секретарем бюро Горского обкома ВКП(б), членом ВЦИК СССР. После окончательного распада ГАССР и образования 7 июля 1924 года Ингушской Автономной Области Зязиков избирается руководителем. В должности первого руководителя области он работал до 3 сентября 1929 года.
В 1930 году во время учёбы на курсах марксизма-ленинизма Идрис Зязиков был арестован. Его обвинили в «моральной и политической подготовке» убийства его преемника Черноглаза. 11 июня 1932 года Верховным судом РСФСР он был приговорён к расстрелу, который позже заменили на 10 лет лишения свободы, благодаря личному вмешательству Григория Орджоникидзе и Анастаса Микояна.
После ареста Идрис Бейсултанович отбывал срок в лагерях НКВД. До апреля 1934 года Зязиков находится в лагерях НКВД Коми АССР. В 1935 году по решению Президиума ЦИК СССР его освобождают от дальнейшего отбывания наказания. Едет в Москву, но без паспорта не прописывают. Он перебирается в Тулу и устраивается на завод планировщиком.
Идрис Зязиков принимал активное участие в сохранении ингушами Владикавказа как столицы Ингушской Автономной Области, что и явилось основным поводом для репрессий. В начале октября 1937 года Идрис Зязиков был вновь арестован вместе с женой Жанеттой Ярычевной в Москве. 5 июля 1938 года он умер в тюрьме НКВД в Грозном.

## Деятельность
Перечисление должностей и постов, которые занимал Идрис Зязиков с 1918 по 1924 годы:
- Член Комитета Обороны Ингушетии;
- Секретарь бюро горских коммунистов;
- Член подпольного Ингушского окружкома;
- Инструктор-организатор Горской организации РКП по Ингушетии;
- Член Ревкома Ингушетии;
- Член Терского облревкома;
- Председатель Назрановского Окрисполкома;
- Народный комиссар земледелия Терской Республики;
- Заместитель председателя ГорЦИКа;
- Народный комиссар внутренних дел Горской Республики;
- Председатель ГорЦИКа;
- Секретарь (тогда слово «первый» не употреблялось) Горобкома;
- Секретарь Владикавказского бюро Юго-Восточного крайкома;
- Член ВЦИК, а затем и ЦИК СССР;
- Член Совета Национальностей Союза ССР.

## Память
Именем Идриса Зязикова назван главный проспект Магаса — столицы Республики Ингушетия. Считается прототипом героя пьесы М. А. Булгакова «Сыновья муллы».